# دیلسی
بریتانی ماری آمارادیو (متولد ۱۹۹۳)، که به‌طور حرفه ای با نام دلسی شناخته می‌شود، خواننده و ترانه‌سرای آمریکایی است. در مارس ۲۰۲۰، او اولین آلبوم خود را با نام قهوه سیاه را منتشر کرد. او در حال حاضر مشغول کار بر روی آلبوم دوم خود The Girl Has A Dream است که شامل تک آهنگ Boy With The Blues است.
آمارادیو در سن خوان کاپیسترانو در شهرستان اورنج، کالیفرنیا به دنیا آمد و بزرگ شد. آمارادیو با انتخاب پیانو و ترانه‌سرایی در هفت سالگی وارد دنیای موسیقی شد. او از استیوی نیکس و بیلی هالیدی تأثیرات زیادی گرفته‌است. آمارادیو پس از فارغ‌التحصیلی از دبیرستان دره کاپیسترانو، برای مدت کوتاهی به منهتن نقل مکان کرد. در این مدت او «نیویورک سیتی» را دربارهٔ مبارزاتش در نیویورک نوشت. پس از بازگشت به ساحل غربی، او نام مستعار «دلاسی» را برگزید.

## آلبوم‌های استودیویی
| عنوان            | جزئیات                                                                               |
| ---------------- | ------------------------------------------------------------------------------------ |
| قهوه سیاه        | - منتشر شده: ۲۷ مارس ۲۰۲۰ - برچسب: هیتکو، گل ظریف - فرمت: دانلود دیجیتال، پخش جریانی |
| دختر رؤیایی دارد | - زمان‌بندی: ۲۰۲۲ - برچسب: گل ظریف - فرمت: دانلود دیجیتال، پخش جریانی                 |

## تک آهنگ

### به عنوان هنرمند اصلی
| عنوان            | سال  |                                   |      |
| عنوان            | سال  | هیچ‌کس هرگز تو را دوست نخواهد داشت | ۲۰۱۹ |
| آهنگ مترو        |      |                                   | ۲۰۱۹ |
| نیت بی رحمانه    | ۲۰۲۰ |                                   |      |
| قهوه سیاه        | ۲۰۲۰ |                                   |      |
| نمازخانه         | ۲۰۲۰ |                                   |      |
| دوست داشتنی نیست | ۲۰۲۰ |                                   |      |
| پسر با بلوز      | ۲۰۲۱ |                                   |      |
| ملکه درام        | ۲۰۲۱ |                                   |      |
| مرد مرد          | ۲۰۲۲ |                                   |      |
| انسان روی ماه    | ۲۰۲۳ |                                   |      |
| ---------------- | ---- | --------------------------------- | ---- |

### به عنوان هنرمند برجسته
| عنوان                           | سال  | آلبوم |        |      |             |
| ------------------------------- | ---- | ----- | ------ | ---- | ----------- |
| عنوان                           | سال  | آلبوم | سرنوشت | ۲۰۱۵ | تماشای جهان |
| امشب در هوا                     | ۲۰۱۶ |       |        |      |             |
| دیوارها                         | ۲۰۱۷ |       |        |      |             |
| In the Air Tonight (Rework Mix) | ۲۰۱۹ |       |        |      |             |

### تک آهنگ‌های تبلیغاتی
| عنوان                              | سال  | آلبوم     |
| ---------------------------------- | ---- | --------- |
| امیلی                              | ۲۰۱۹ | قهوه سیاه |
| بازیگر                             | ۲۰۱۹ | قهوه سیاه |
| هرآنچه امروز دربارهٔ من باید بدانید | ۲۰۲۱ |           |

## نماهنگ

### به عنوان هنرمند اصلی
| عنوان                                     | سال  |
| ----------------------------------------- | ---- |
| "مرد من"                                  | ۲۰۱۹ |
| "آهنگ مترو"                               | ۲۰۱۹ |
| "هیچ کس هرگز تو را دوست نخواهد داشت"      | ۲۰۲۰ |
| "نیت بی رحمانه"                           | ۲۰۲۰ |
| "قهوه سیاه"                               | ۲۰۲۰ |
| کلیسای کوچک                               | ۲۰۲۰ |
| "لعنتی"                                   | ۲۰۲۰ |
| "Break Up Slow Dance" (جلسه استودیو زنده) | ۲۰۲۰ |
| «دوست‌ناپذیر»                              | ۲۰۲۰ |
| "هرآنچه امروز باید دربارهٔ من بدانید"      | ۲۰۲۱ |
| "پسر با بلوز"                             | ۲۰۲۱ |
| "ملکه درام"                               | ۲۰۲۱ |

### به عنوان هنرمند برجسته
| عنوان         | سال  |
| ------------- | ---- |
| "سرنوشت"      | ۲۰۱۵ |
| "امشب در هوا" | ۲۰۱۶ |